# Татары
Тата́ры (самоназвание — тат. татарлар, tatarlar) — тюркский народ России и постсоветских стран, крупнейшее национальное меньшинство, ареал: Европейская часть России, в основном Поволжье и Приуралье, а также Сибирь, Казахстан, Средняя Азия, СУАР, Дальний Восток, Финляндия, Литва, Афганистан, Иран, Пакистан, Крым. Являются вторым по численности народом в Российской Федерации после русских. Делятся на три основные этнотерриториальные группы: волго-уральские, астраханские и сибирские. Также есть многочисленная группа иранских и афганских татар. Татары составляют более половины населения Республики Татарстан (53,2 % или более 2 млн чел. по переписи 2010 года) и около четверти населения Республики Башкортостан (24,2 % или чуть менее 1 млн чел. по переписи 2020). Родной и национальный язык — татарский, который относится к поволжско-кыпчакской подгруппе кыпчакской группы тюркской семьи языков.
По религиозному признаку в основном мусульмане-сунниты, также есть небольшая группа православных (кряшены).

## История

### Этноним
За многовековую историю слово «татары» приобретало и теряло функции этнонима, политонима, соционима и конфессионима.
Впервые этноним «татары» появился среди монголо-тунгусо-маньчжурских племён, кочевавших в VI—IX веках к юго-востоку от Байкала. В XIII веке с монголо-татарским завоеванием название «татары» стало известно в Европе. В XIII—XIV веках оно было распространено на некоторые народы Евразии, входившие в состав Золотой Орды.
В XVI—XVIII веках, когда происходила консолидация волго-уральских татар, в качестве самоназваний это население употребляло именования татарин, мусульманин, тюрок.

### Этногенез
Существуют несколько теорий этногенеза татар. В научной литературе наиболее подробно описаны три из них:
- тюрко-татарская теория
- булгаро-татарская теория
- татаро-монгольская теория.

Продолжительное время наиболее признанной считалась булгаро-татарская теория. В настоящее время большее признание получает тюрко-татарская теория.
Согласно тюрко-татарской теории формирование татар можно разделить на три этапа:
- Этап образования основных этнических компонентов (середина VI — середина XIII веков). Отмечается важная роль Волжской Булгарии, Хазарского каганата и половцев в этногенезе татарского народа. На этом этапе произошло образование основных компонентов, объединившихся на следующем этапе. Велика роль Волжской Булгарии, заложившей исламскую традицию, городскую культуру и письменность на основе арабского письма (после X века), которая сменила более древнюю письменность — тюркскую рунику, а также половцев, заложивших основу языка.
- Этап средневековой татарской этнополитической общности (середина XIII — первая четверть XV веков)[50]. В это время произошло слияние компонентов, сложившихся на первом этапе, в едином государстве — Золотой Орде; средневековые татары на основе традиций объединённых в одном государстве народов не только создали своё государство, но и выработали свою этнополитическую идеологию, культуру и символы своей общности. Всё это привело к этнокультурной консолидации золотоордынской аристократии, военно-служилых сословий, мусульманского духовенства и образованию в XIV веке татарской этнополитической общности. Этот этап отличается тем, что в Золотой Орде на основе кыпчакского языка происходило становление старотатарского языка, утверждение норм литературного языка. Этап завершился с распадом Золотой Орды (XV век) как следствие феодальной раздробленности. В образовавшихся татарских ханствах началось образование новых субэтнических общностей, имевших локальные самоназвания: казанские татары, татары-мишари, астраханские татары, сибирские татары, крымские татары.
- Этап слияния локальных этногрупп в составе Русского государства. После завоевания Поволжья, Приуралья, Сибири и присоединения к Русскому государству усилились процессы миграции татар (так, известны массовые переселения с Оки на Закамскую и Самаро-Оренбургскую линии, с Краснодара в Астраханскую и Оренбургскую губернии) и взаимодействия между различными его этнотерриториальными группами. Этому способствовало наличие единого литературного языка, общего культурного и религиозно-образовательного поля[48][51].

### Генетические исследования

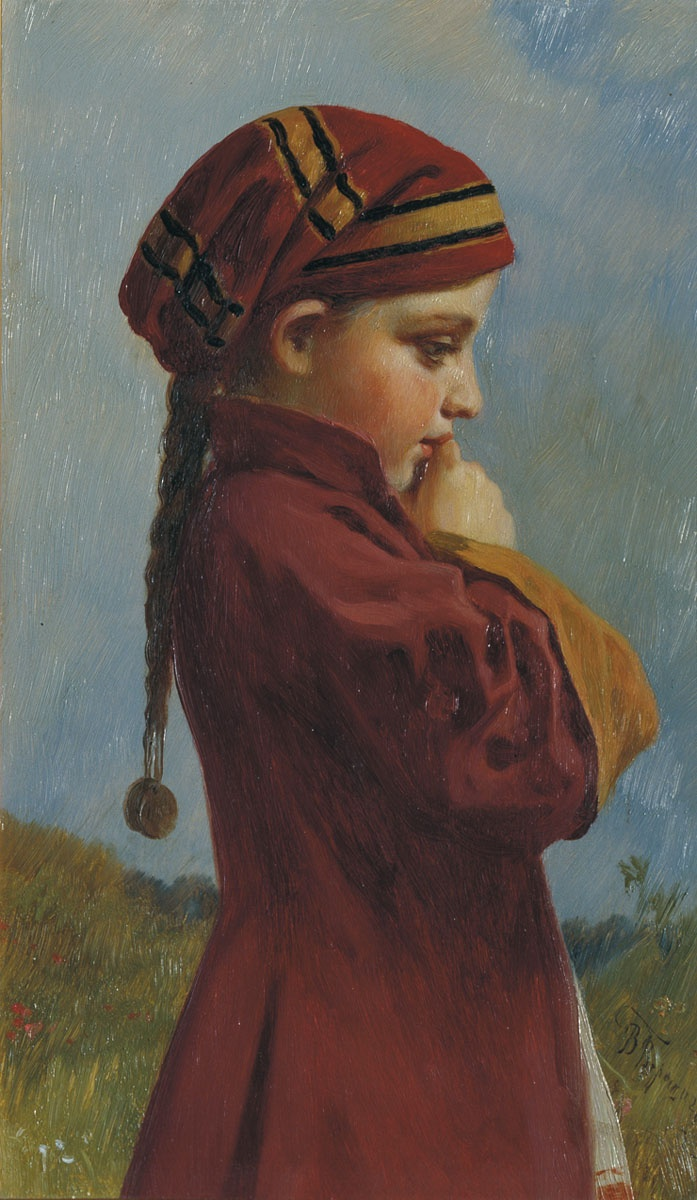
«Портрет девочки-татарки»
(художник Василий Верещагин)

Соматологические исследования Т. А. Трофимовой, проведённые в 1929—1932 годах, выявили у казанских татар наличие четырёх основных антропологических типов: понтийского, светлого европеоидного, сублапоноидного, монголоидного.
Генетические исследования показали, что основные региональные группы татар (поволжские, сибирские и крымские) не имеют общих предков и, таким образом, их формирование происходило независимо друг от друга. Одновременно обнаруживается очень высокое генетическое разнообразие и внутри региональных групп татар, что обусловлено наличием в составе каждой группы нескольких генетических пластов, то есть формированием каждой группы татар из нескольких источников. Однако для поволжских татар (исследовались собственно казанские татары, мишари и кряшены) удалось выявить преобладание в их генофонде компонента, унаследованного от дотюркского коренного населения Восточной Европы и Приуралья (предположительно связанного с наследием финно-пермских и финно-волжских популяций волго-уральского региона). У поволжских татар присутствует «южный» компонент, вероятно, связанный с миграцией с Кавказа, а центрально-азиатский компонент крайне мал. У казанских татар «южный компонент» составляет 15 %; в нём присутствуют гаплогруппы, распространённые в Восточной Европе и Средиземноморье. У мишарей «южный» компонент (23 %) складывается из гаплогрупп, характерных для Средиземноморья, Южной Европы и Малой Азии, а у кряшен «южный» компонент (29 %) имеет гаплогруппы Западного и Восточного Кавказа. Вклад центрально-азиатского компонента составляет у казанских татар 1 %, у мишарей — 3 %, а у кряшен — 6 %.
У различных групп сибирских татар (по итогам изучения пяти их субэтносов) установлено различное генетическое происхождение каждого субэтноса и, следовательно, разные пути этногенеза искеро-тобольских татар (сложившихся из сибирского субстрата и притока из Северо-Восточной Европы), ялуторовских татар (переднеазиатское происхождение), татар-бухарцев (происходят от народов Западного Кавказа, а не Средней Азии), иштякско-токузских татар (имеют палеосибирское происхождение), заболотных татар (близки уграм Западной-Сибири и самодийцам Северного Урала).

## Этнические группы
Татары состоят из нескольких субэтносов. Самые крупные из них:
- Казанские татары (тат. казанлы) — одна из основных групп татар, этногенез которых неразрывно связан с территорией Казанского ханства. Разговаривают на казанском диалекте татарского языка.
- Татары-мишари (тат. мишәр) — одна из основных групп татар, этногенез которых проходил на территории Средней Волги, Закамья, Дикого поля и Приуралья. Разговаривают на мишарском диалекте татарского языка[54].
- Касимовские татары (тат. кәчим) — одна из групп татар, этногенез которых связан с территорией Касимовского ханства. Разговаривают на казанском диалекте татарского языка.
- Сибирские татары (тат. себер) — одна из групп татар, этногенез которых связан с территорией Сибирского ханства. Разговаривают на сибирско-татарском языке. Сибирские татары, коллектив исполняет песню

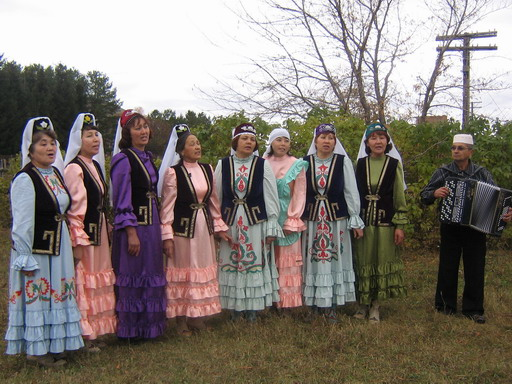
Сибирские татары, коллектив исполняет песню

- Астраханские татары (тат. әстерхан) — этнотерриториальная группа татар, этногенез которых связан с территорией Астраханского ханства.
- Кряшены (тат. керәшен) — этноконфессиональная группа в составе татар волжского и уральского регионов, исповедуют православие. Кряшены.Выступление кряшенского культурного коллектива на презентации фильма «Божий народ — кряшены» в Казани

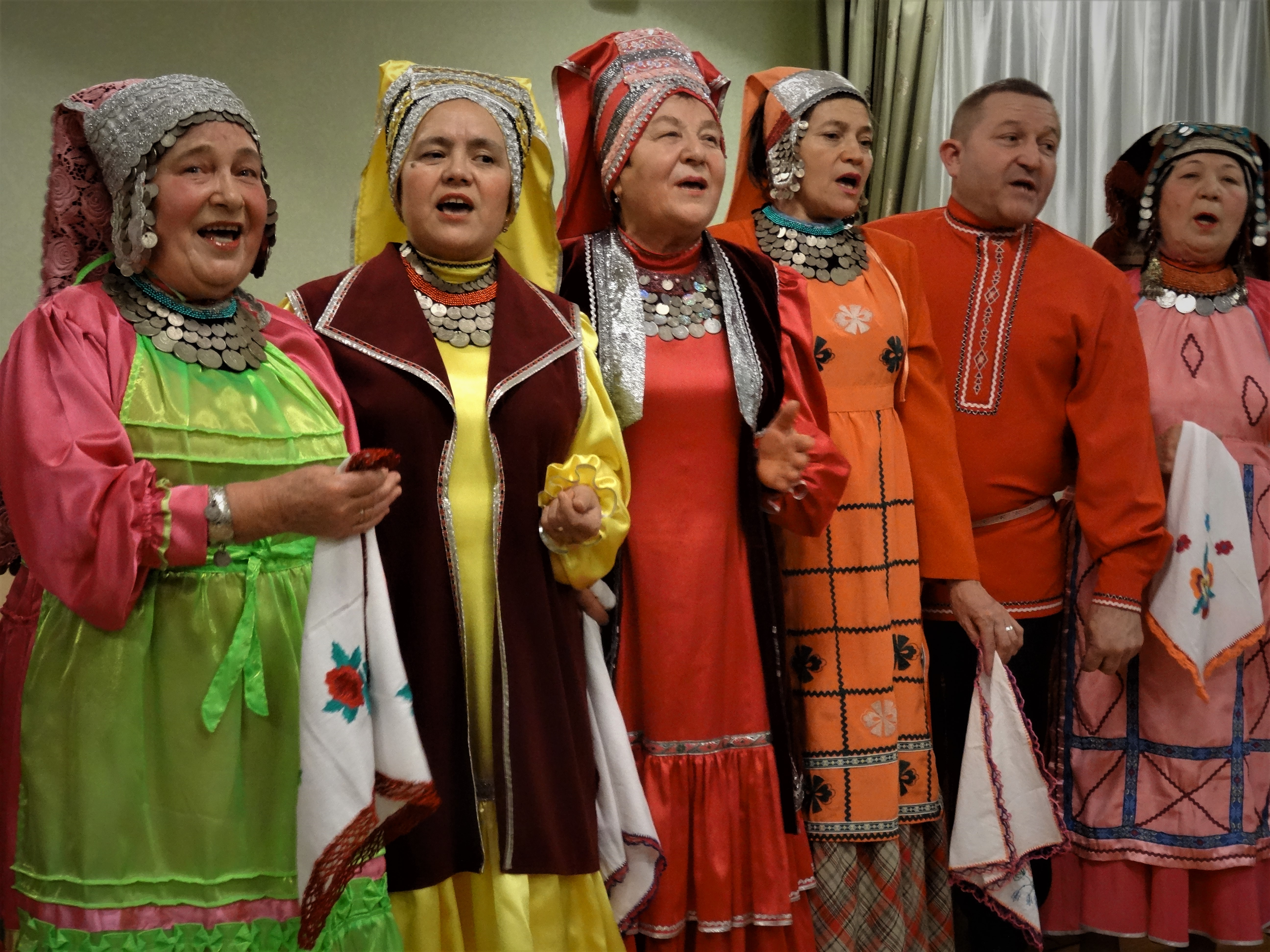
Кряшены.Выступление кряшенского культурного коллектива на презентации фильма «Божий народ — кряшены» в Казани

- Пермские татары — этнографические группы татар, этногенез которых проходил на территории Пермского края.
- Нагайбаки (ногайбаки, тат. нагайбәкләр) — этнографическая группа татар, входящих в сословие казачества и проживающих по большей части в Нагайбакском и Чебаркульском районах Челябинской области. Язык — говор среднего диалекта татарского языка. Верующие — православные христиане. По российскому законодательству официально являются малым народом. Нагайбаки в Казанском кремле

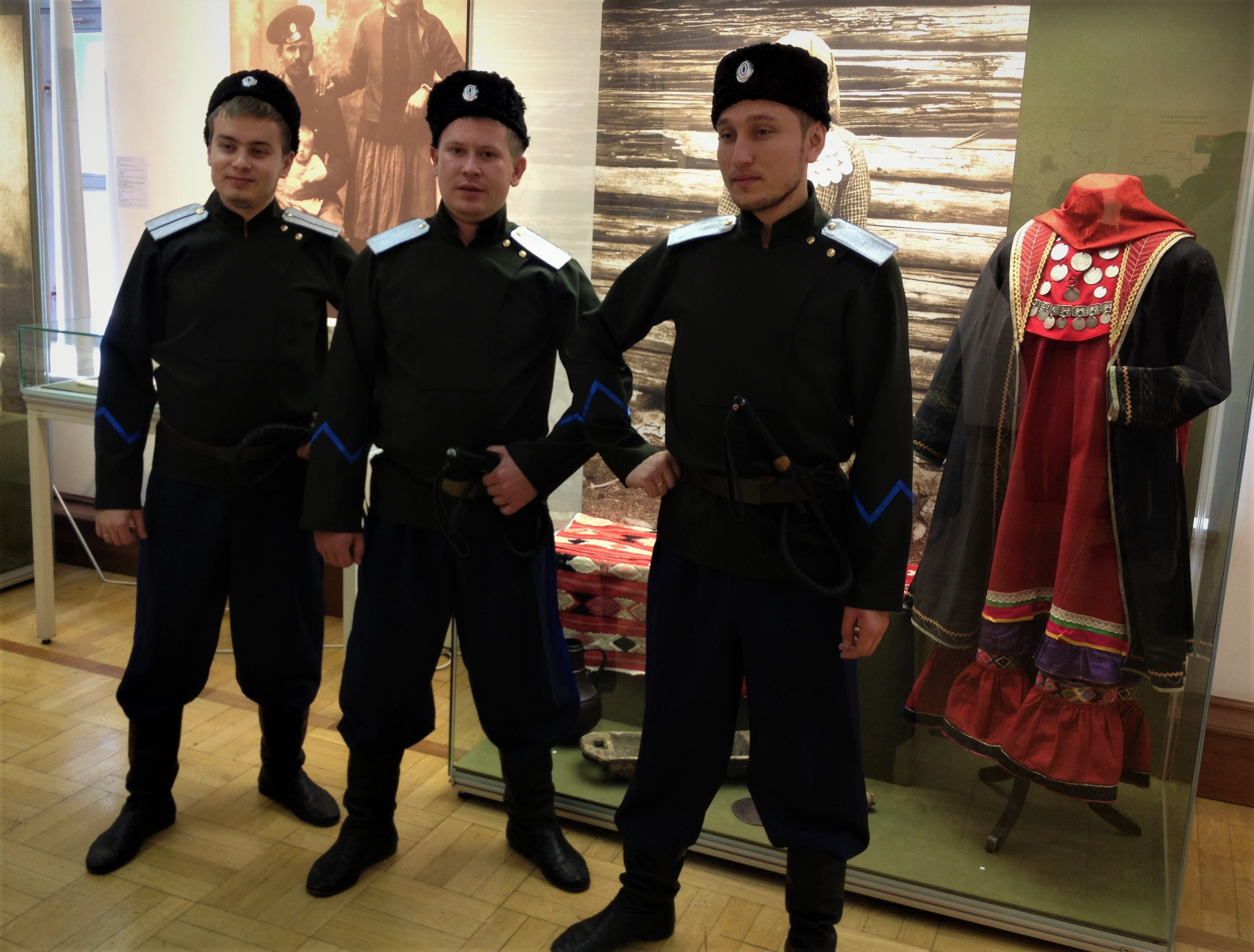
Нагайбаки в Казанском кремле

- Чепецкие татары — этнотерриториальная группа в бассейне Чепцы, родственная казанским татарам, этногенез которой связан с Каринским княжеством.

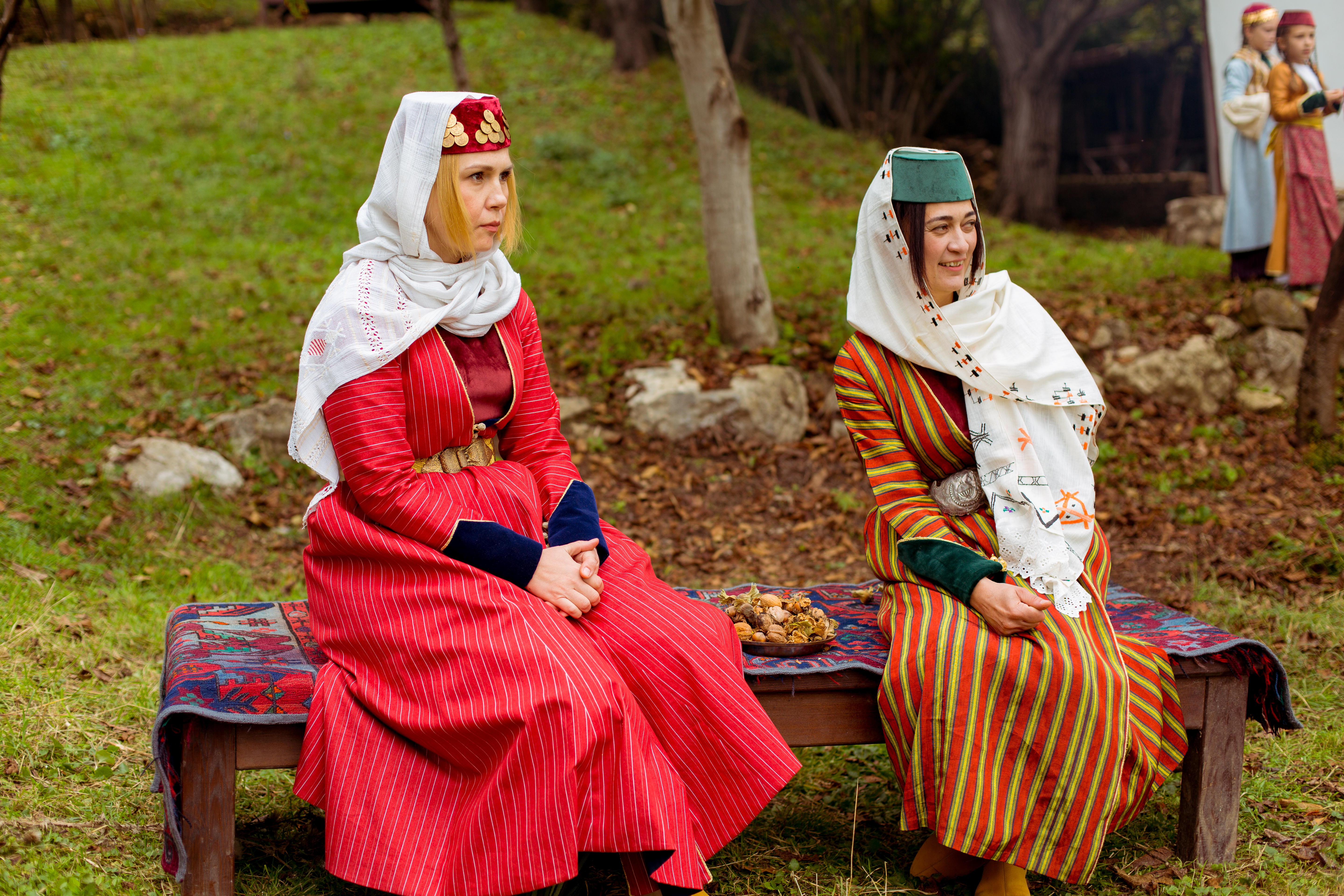
Крымские татарки в национальном костюме

- Крымские татары — ныне отдельный народ, имеющий с остальными татарами общее прошлое и государство в виде Золотой Орды. Крымские татарки в национальном костюме В состав нынешних крымских татар вошли в том числе проживающие на Волге татары Большой Орды и Астраханского ханства, а татары из Крыма приняли участие в формировании нынешних татар-мишарей[55] Крымская династия Гереев помимо Крыма также правила Казанским и Астраханским ханствами имея титул «Падишах всех татар». Казанские татары в XVII веке отправляли послание крымскому хану с просьбой их освободить от царской власти[56] По мнению некоторых исследователей (в частности Дамир Исхаков) крымские татары до сих пор являются частью татарского народа[57][58][59][60][61]. Некоторые крымские татары также рассматривают себя и волжских татар как две части единого народа[62][63][64].

Все субэтносы татар чаще всего представлены в смешанном виде.

## Сословие в XIV—XVIII веках
- Мурза — представители феодальной аристократии, приравненные к русскому дворянству.
- Служилые татары — татары, находившиеся на государственной службе в Российском государстве.
- Ясачные татары — припущенники из татар, платившие ясак правительству России.
- Лашманы — служилые татары, участвующие в заготовке корабельного леса для постройки флота России.

## Язык, письменность и образование

### Старотатарский язык
Старотатарский язык — тюркский литературный язык, на котором писали с XIV по XX век, использовавшийся различными народами. Сформировался в послемонгольский период как ответвление от языка тюрки. Несмотря на наличие нескольких региональных вариантов, существовала их общность, обусловленная близостью тюркских языков друг другу; использованием арабского письма, в котором гласные не находили полного отражения в графике, и поэтому одно и то же слово в различных регионах могло читаться по-разному, и обилием арабо-персидских лексических заимствований.

### Язык и диалекты
Татары говорят на татарском языке кыпчакской подгруппы тюркской группы алтайской семьи. Литературный язык татар сформировался на основе казанского диалекта с морфологической структурой мишарского. Кроме этих двух диалектов в народно-разговорном татарском языке исследователями ещё выделяются три диалекта сибирских татар: тоболо-иртышский, барабинский и томский.
Согласно Всероссийской переписи населения 2010 года татарский язык является родным для 4 202 096 российских татар (79,2 % от общего числа татар в России, указавших родные языки). Русский язык является родным для 1 086 380 татар (20,5 %). Башкирский язык назвали родным 9 054 татар (0,2 %).

### Письменность

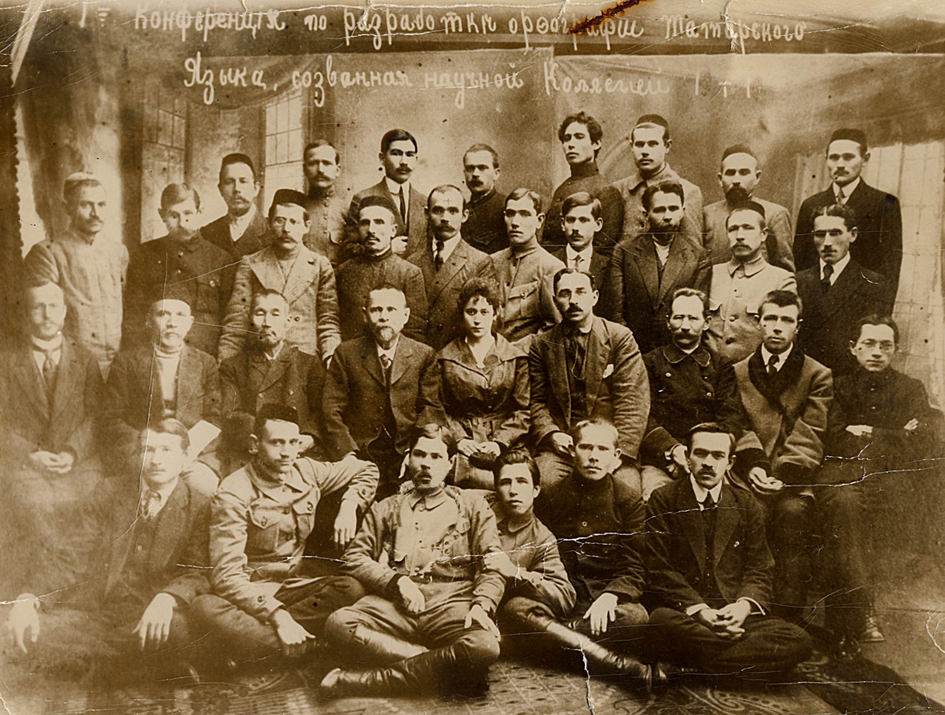
Конференция по разработке новой орфографии татарского языка. Ташкент, 1919 год

С X века по 1927 год существовала письменность на основе арабской графики, с 1928 по 1936 годы использовалась латинская графика (яналиф), с 1936 года вплоть до настоящего времени используется письменность на кириллической графической основе. Существуют планы перевода татарской письменности на латиницу.

### Образование
Есть школьное образование на татарском языке — ведётся по общероссийской программе и учебникам, переведённым на татарский язык. Исключения: учебники и уроки русского языка и литературы, английского языка и других европейских языков, команды на уроках физкультуры могут быть на русском языке. Также есть татароязычное образование на некоторых факультетах КГАСУ и в детских садах.
До революции 1917 года роль образовательных учреждений выполняли медресе.

Язык
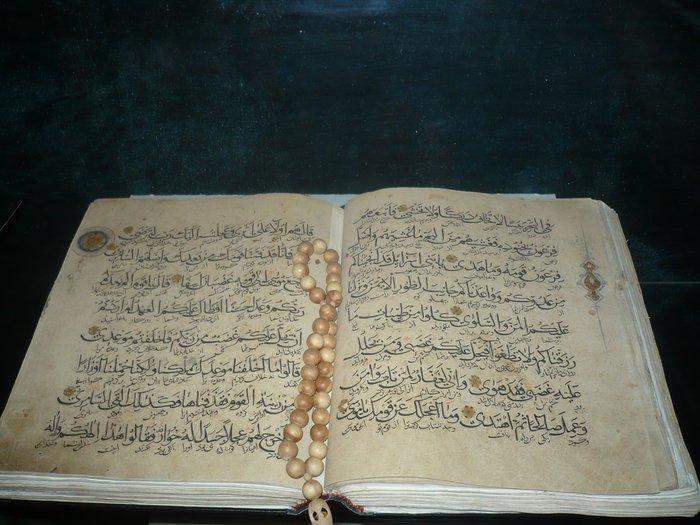
Коран татар
Слово Казань — قازان написано на  «Яна имля»[англ.] в подобии зиланта
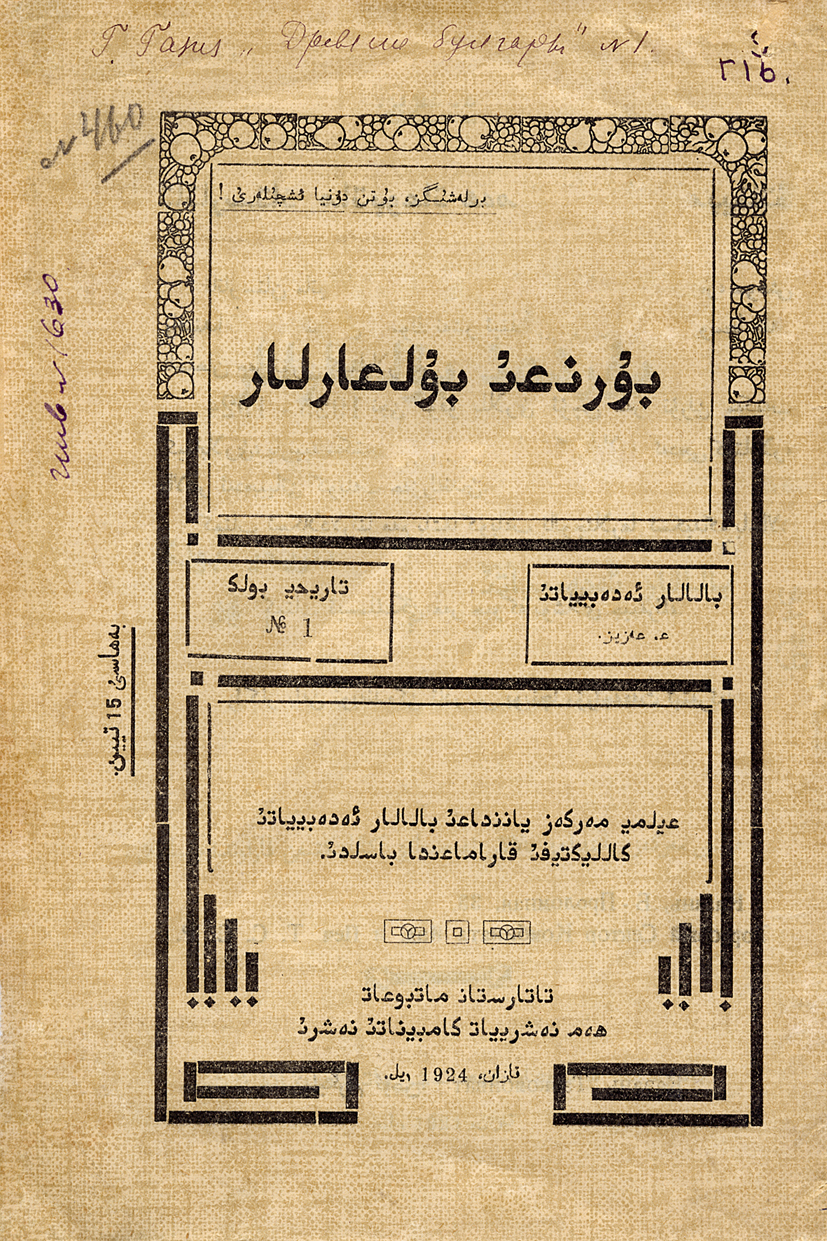
Титульный лист книги на татарском  «Яна имля»[англ.], напечатанный с разделённым татарским языком на арабском языке в 1924 году
- Книга татарского алфавита, напечатанная в 1778 году. Используется арабский шрифт, кириллический текст на русском языке.
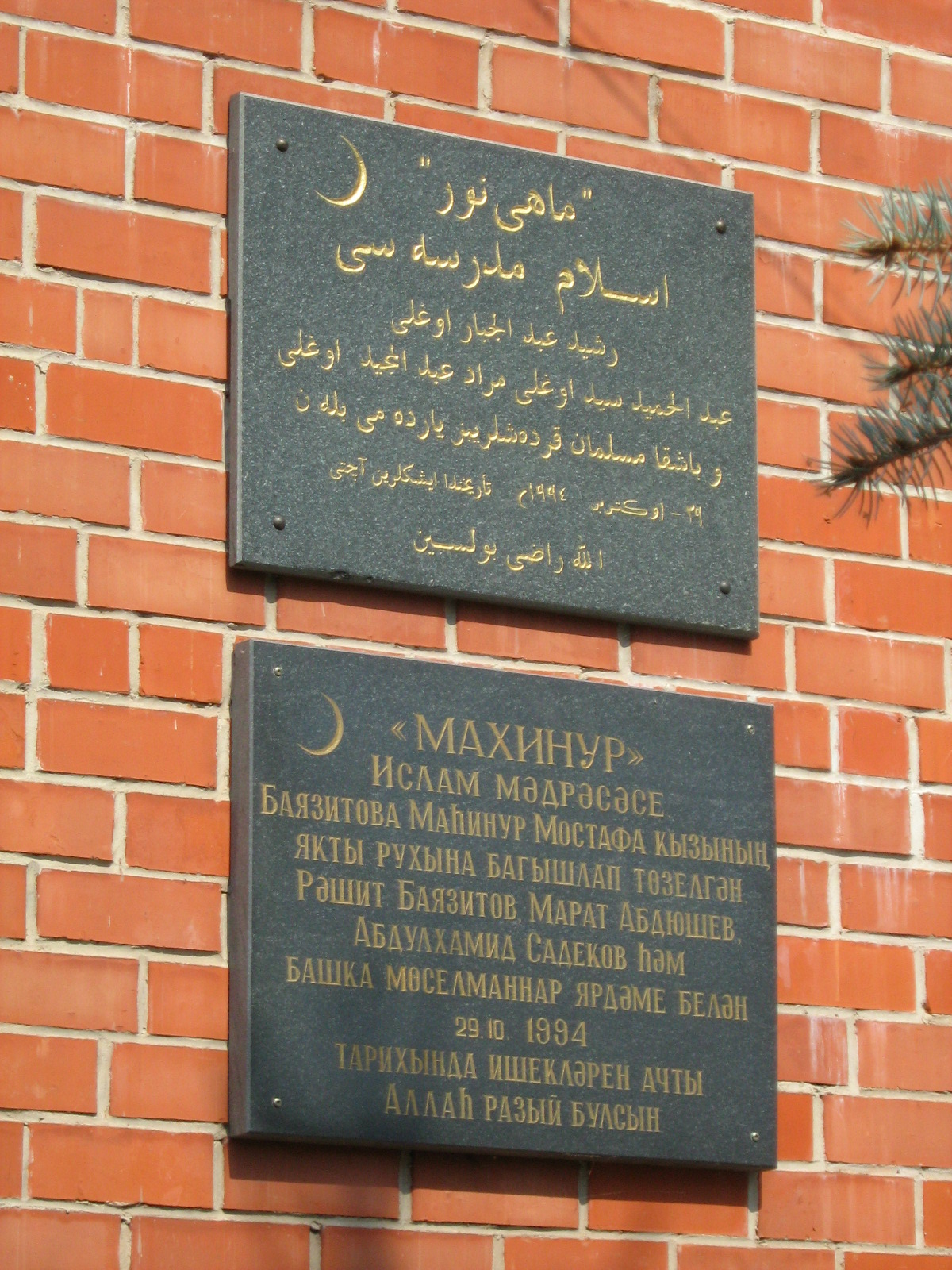
Татарский знак на медресе в Нижнем Новгороде, написанный как на арабском, так и на кириллическом татарском шрифтах

## Культура

### Жилище и быт

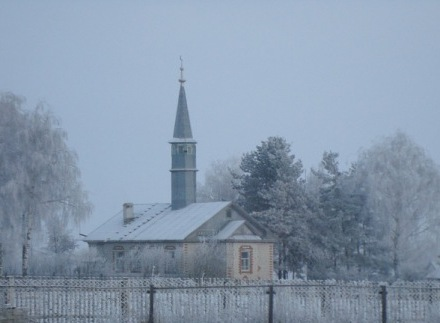
Традиционная деревенская мечеть

Традиционным жилищем татар Поволжья и Приуралья была срубная изба, отгороженная от улицы забором. Внешний фасад украшался многоцветной росписью. Татарская архитектура в её современном виде формировалась на протяжении столетий, в древнейшие времена, в период Золотой Орды, Татарских ханств и Российской империи.

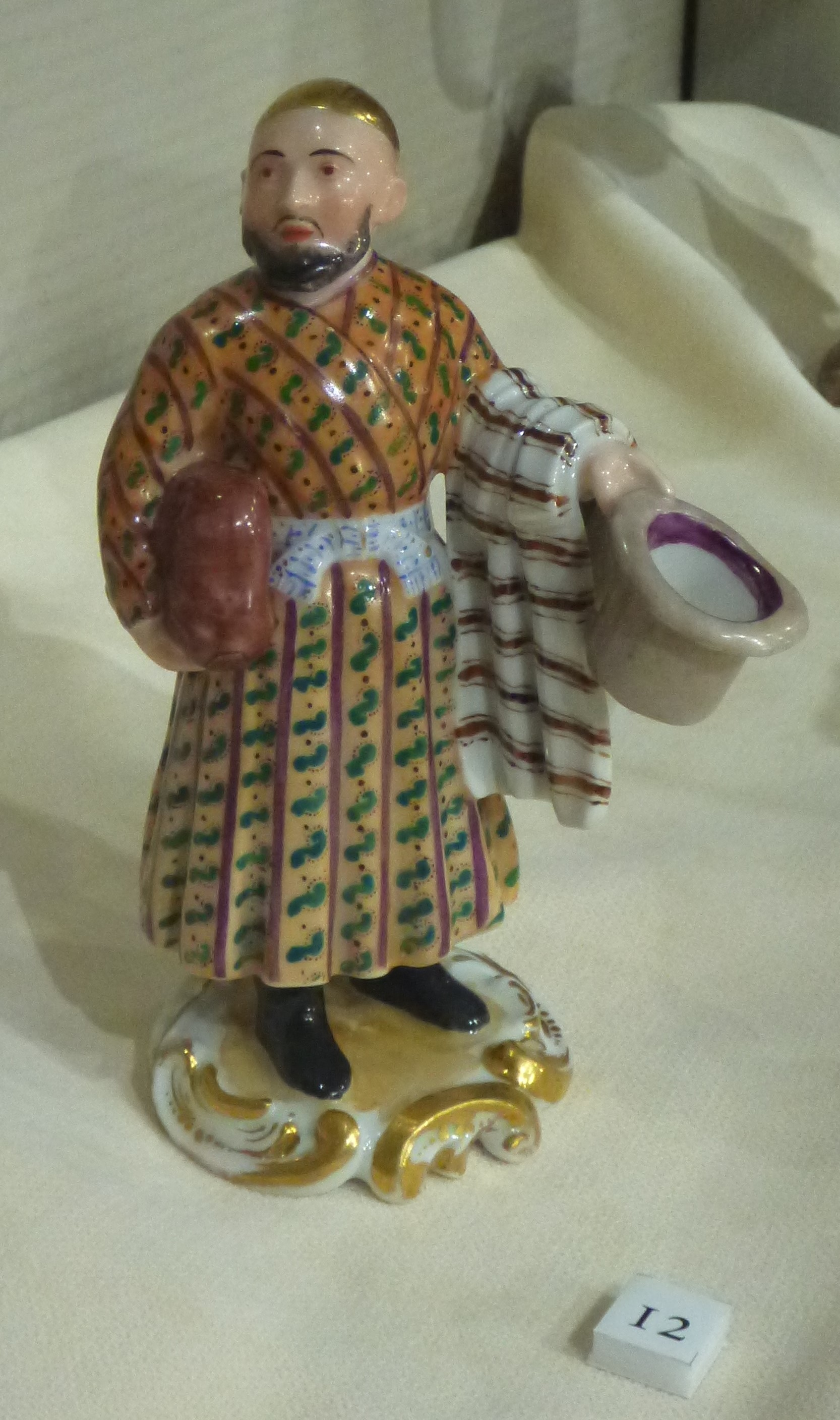
Фарфоровая статуэтка «Татарин», XIX век

Одежда мужчин и женщин состояла из шаровар с широким шагом и рубашки (у женщин дополнялась вышитым нагрудником), на которую надевался безрукавный камзол. Верхней одеждой служили казакин, а зимой — стёганый бешмет или шуба. Головной убор мужчин — тюбетейка, а поверх неё — полусферическая шапка на меху или войлочная шляпа; у женщин — вышитая бархатная шапочка (калфак) и платок. Традиционная обувь — кожаные ичиги с мягкой подошвой, вне дома на них надевали кожаные калоши. Для костюма женщин было характерно обилие металлических украшений.

### Музыка
Татарские народные песни весьма похожи на музыку Востока, их объединяет пятизвучная система. Особенность системы пяти звуков в том, что в качестве главного тона можно выбрать каждый из этих пяти звуков. Подобное исполнение встречается у многих народов (мордва, буряты, башкиры, вьетнамцы и т. д.).

Габдулла Кариев и Сахибджамал Гиззатуллина — члены первой татарской профессиональной театральной труппы Сайяр. Оренбург, 1908—1910 годы

В татарских народных песнях наличествует широкая палитра звуков (орнаментика), эти напевы отличаются тянущейся мелодичностью, и именно это делает татарские песни ближе к обычаям Востока. Орнаментика (палитра звуков) является очень важным средством для улучшения ритмической интонации и придаёт своеобразную красоту песне.
Татарские народные песни по своей тематике и сюжету делятся в основном на два крупных жанра: эпический и лирический. К эпическому жанру принадлежат исторические песни и большинство баитов. Большая часть песен относится к лирическому жанру: любовные, бытовые, дружеские, сиротские, колыбельные шуточные и другие.

### Литература

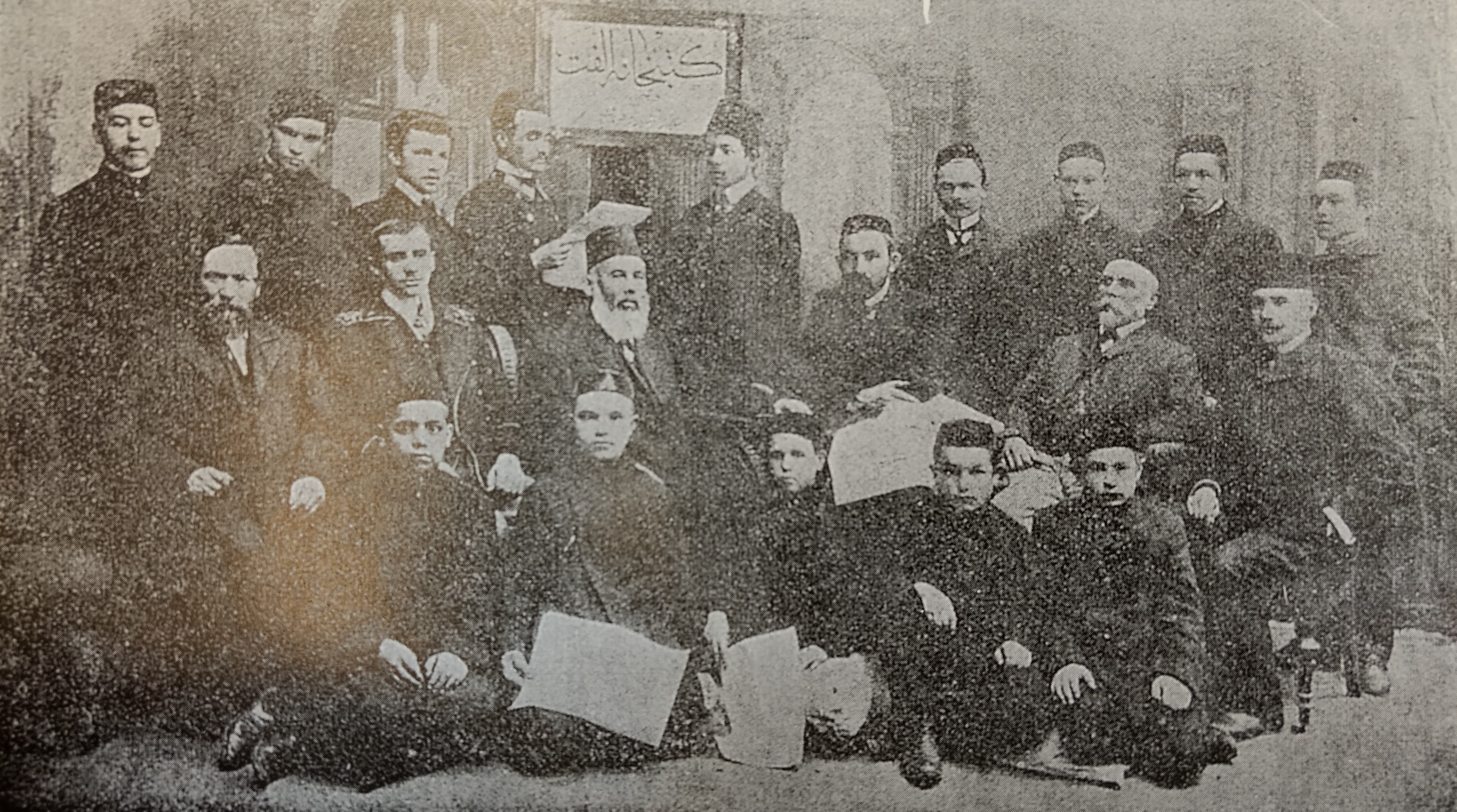
Издатели журнала Ülfät. Редактор Муса Бигеев кон. XIX в.

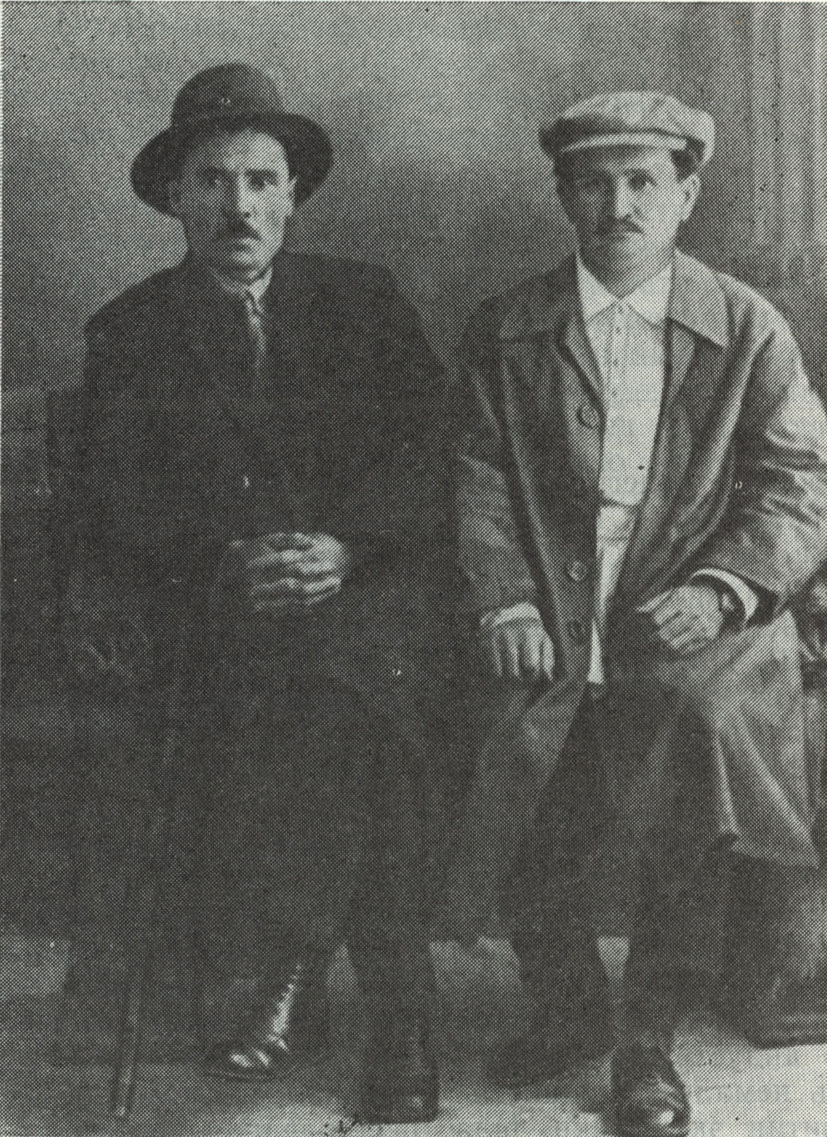
Писатели Галимджан Ибрагимов и Шахит Ахмадиев в Ялте 1928 год

### Кухня
Татарская кухня богата традициями, заложенными ещё во времена Волжской Булгарии, Золотой Орды и Казанского ханства. Для татарской кухни характерны мясные супы с мучными заправками, как правило, лапшой (токмач), к праздничному столу подаются пельмени, обязательно в бульоне. С бульоном подают и знаменитые беляши или, как их ещё называют, перемечи. Одним из традиционных блюд является бэлиш. Под влиянием других мусульманских народов в кухне татар появился плов. Татары любят выпечку, орехи и мед. Сладкое лакомство чак-чак получило широкую популярность.

### Праздники и обряды

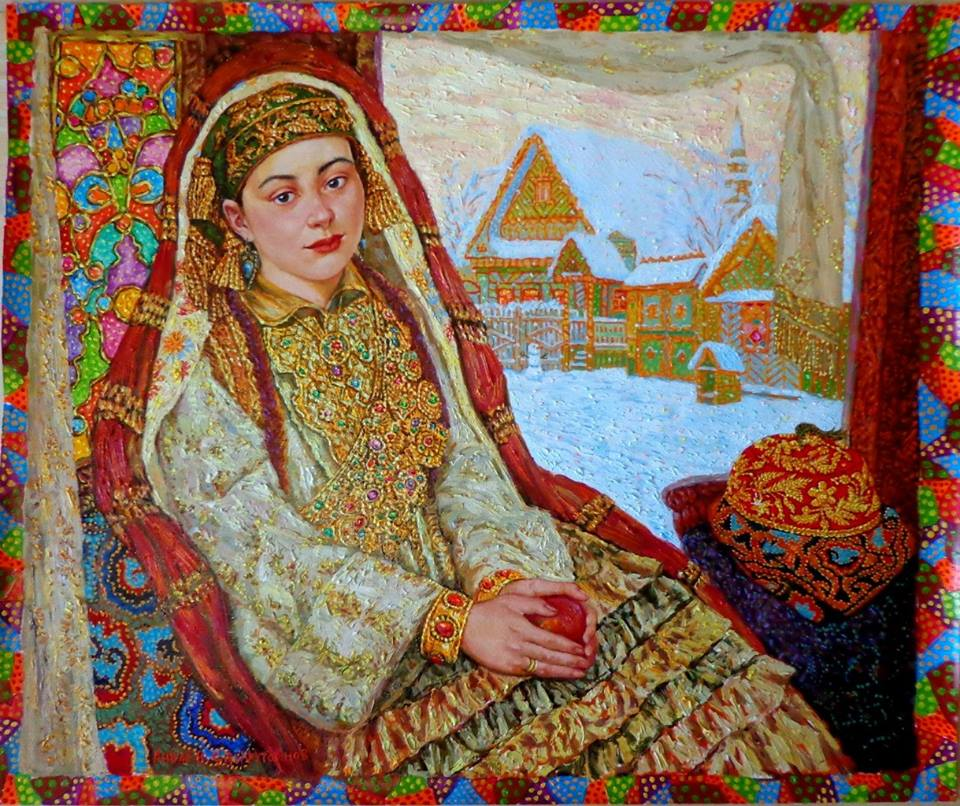
А. К. Сайфутдинов Татарская невеста. Казанский кремль

Обряды и праздники татарского народа во многом зависели от сельскохозяйственного цикла. Этнограф Р. Г. Уразманова на обширном этнографическом материале делит обряды татар на две неравные группы: весенне-летний и зимне-осенний циклы.
Весенне-летний цикл
- Обряды и праздники, проводимые после сева — Сабантуй.
- Обряды, связанные с началом сева — Карга боткасы.
- Обряды и праздники, проводимые после сева — Джиен (җыен).

Осенне-зимний цикл
В отличие от весенне-летних он не имеет чёткого деления, так как не привязан к земледельческому быту. Р. Г. Уразманова выделяет такие особенности данного сезона:
- Помочи. Помощь при проведении особо трудных работ. Особенно это было заметно при обработке зарезанных гусей — каз өмәсе, куда приглашались люди, даже если в этом не было необходимости.
- Святки. Период зимнего солнцестояния — Нардуган[79]. Встречался повсеместно у татар. Особым элементов этих праздников были гадания.
- Новый год. Данный праздник встречался лишь эпизодически, в основном, в городах.

## Расселение татар в России

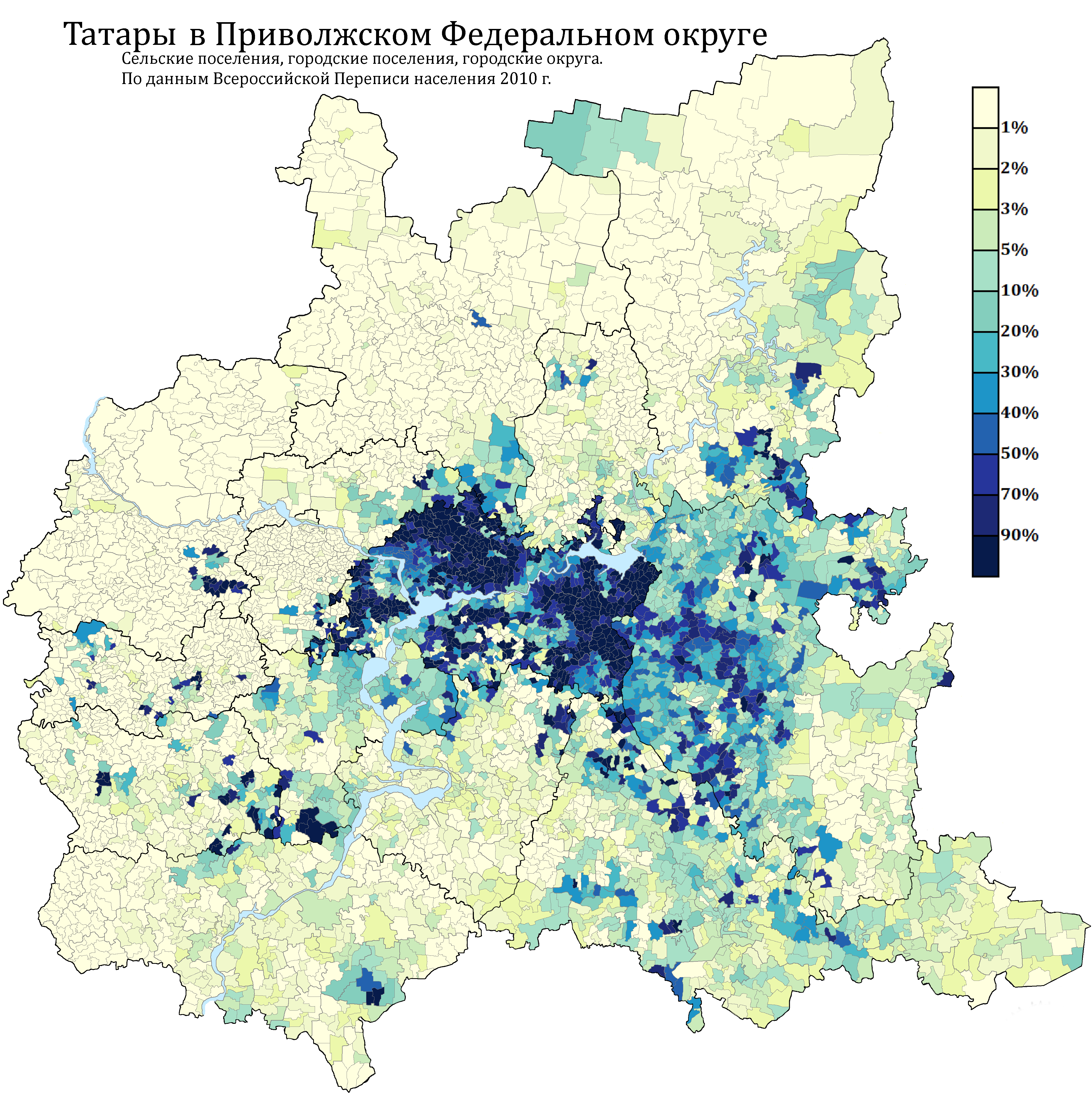
Расселение татар в ПФО по городским и сельским поселениям в %, перепись 2010 г.
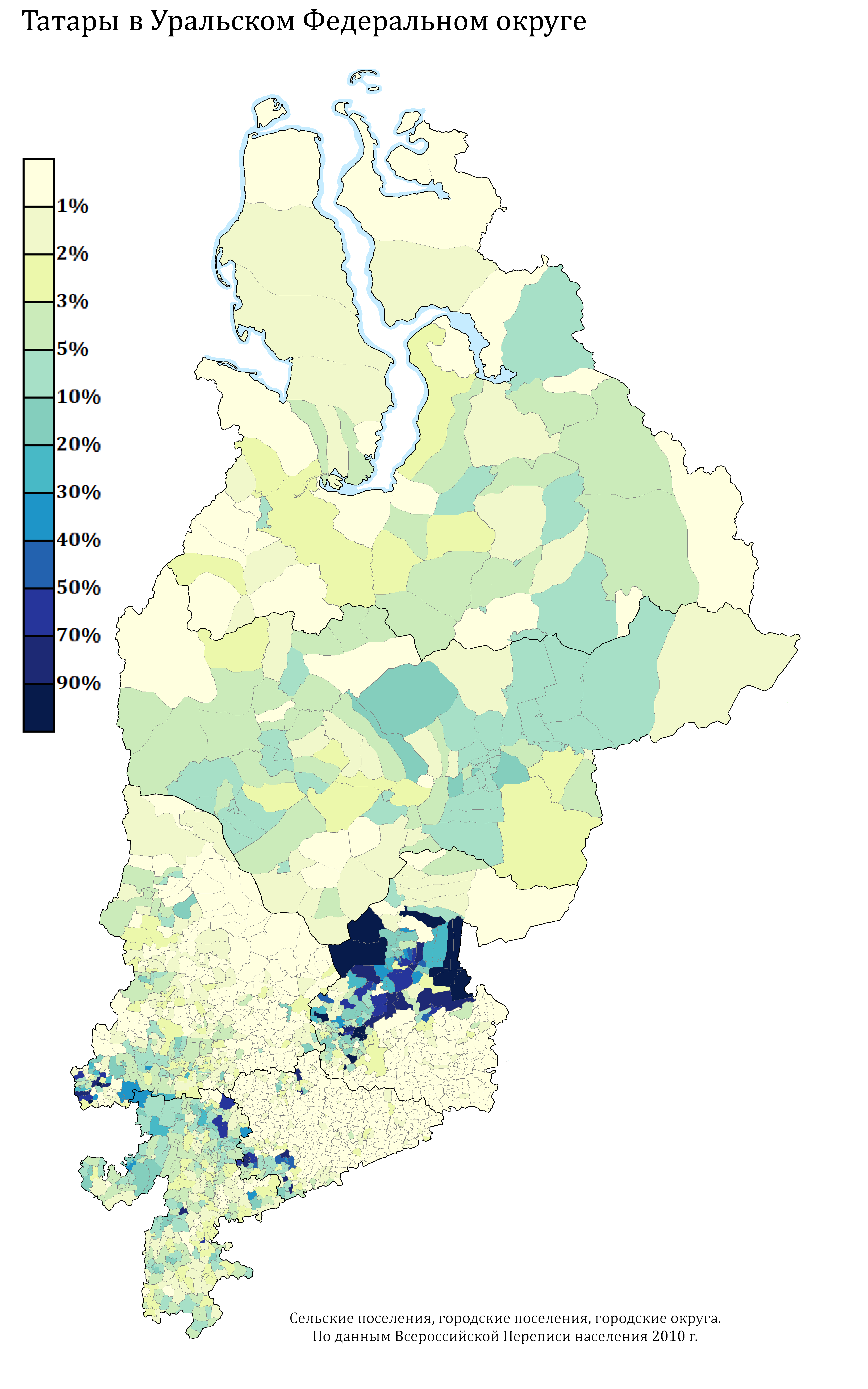
Расселение татар в УФО по городским и сельским поселениям в %, перепись 2010 г.
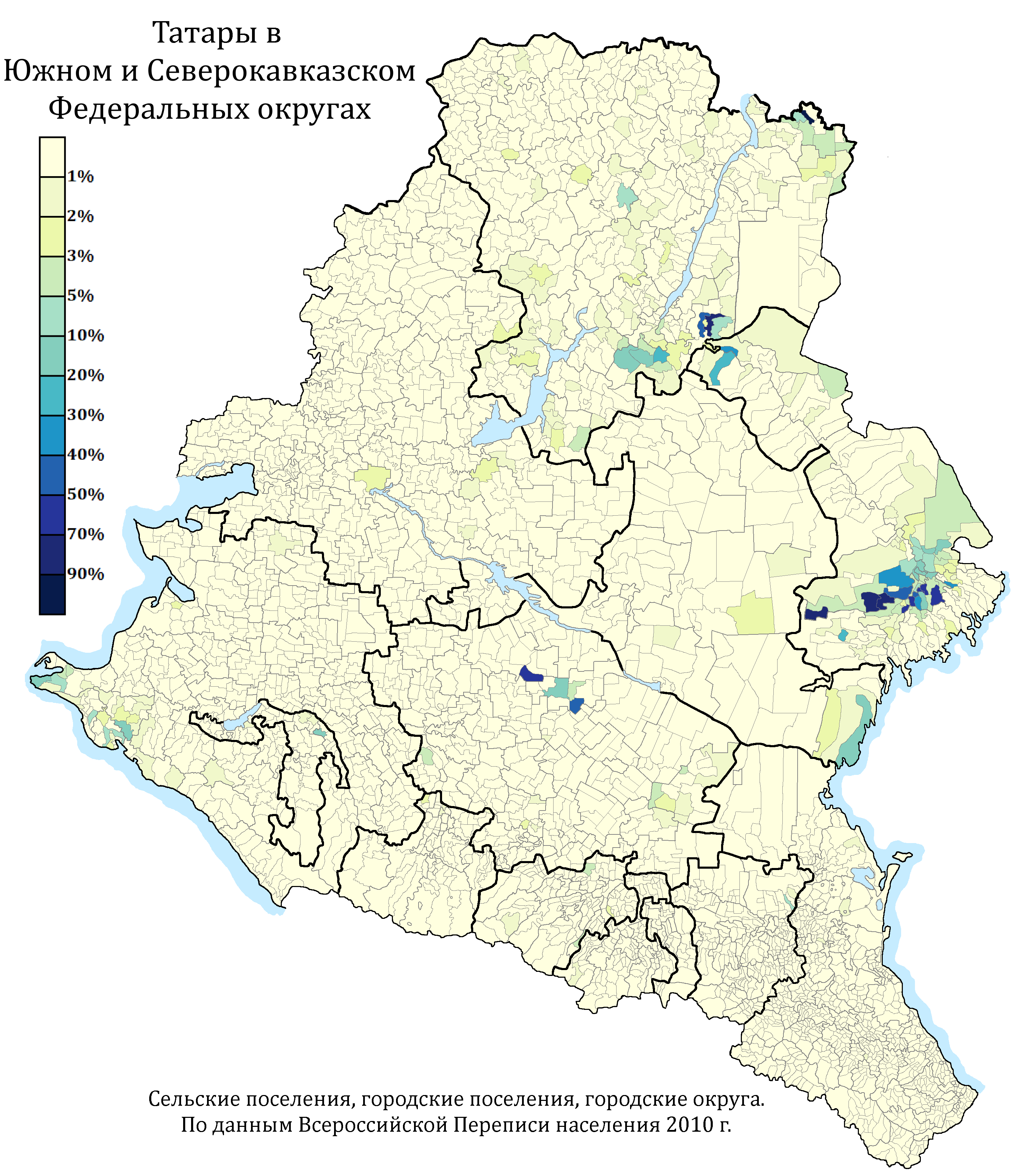
Расселение татар в ЮФО и СКФО по городским и сельским поселениям в %, перепись 2010 г.
Расселение татар в СФО по городским и сельским поселениям в %, перепись 2010 г.

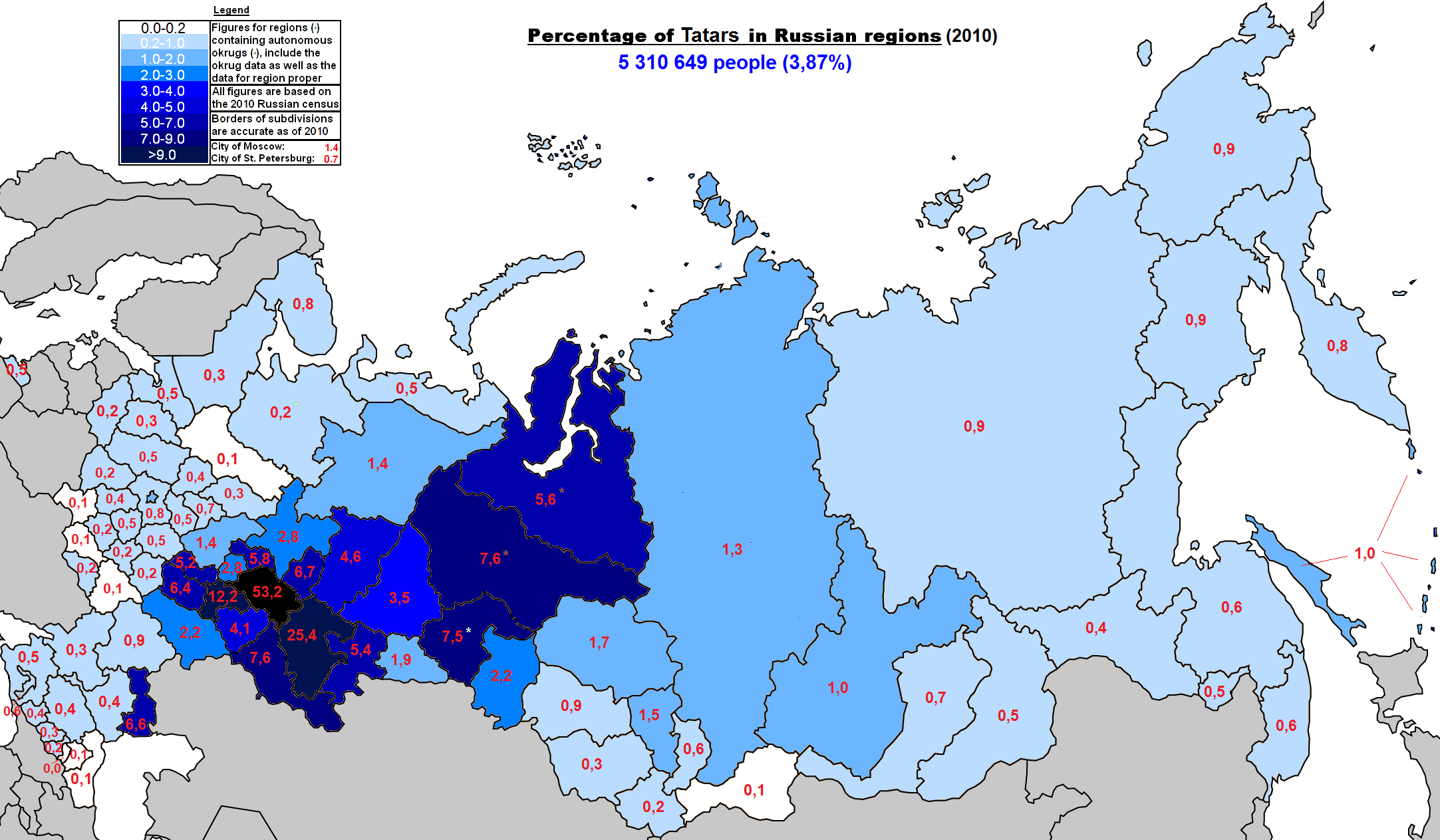
Удельный вес татар в регионах России, перепись 2010 г.

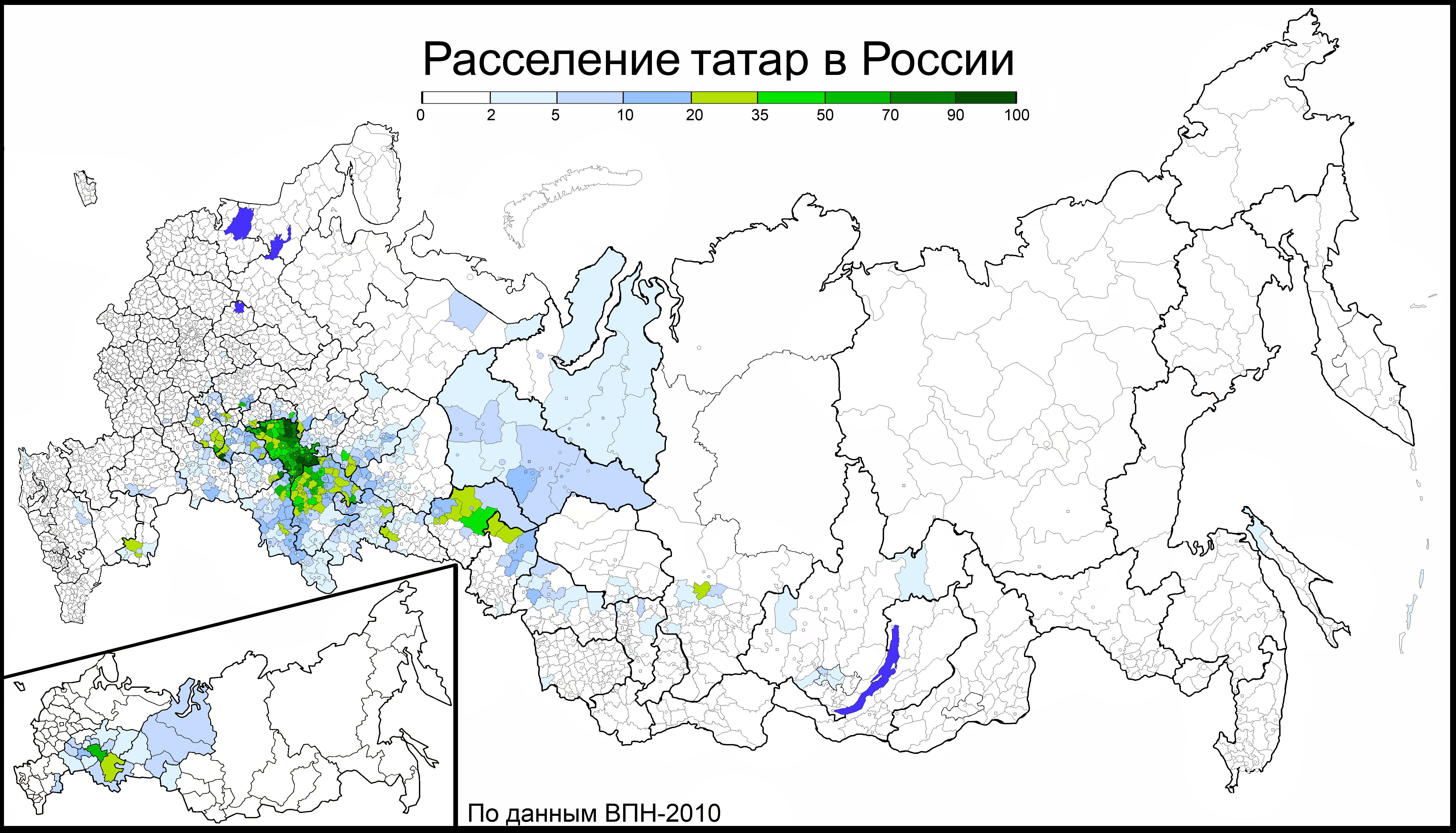
Ареал расселения татар в России. По данным Всероссийской переписи населения 2010 года

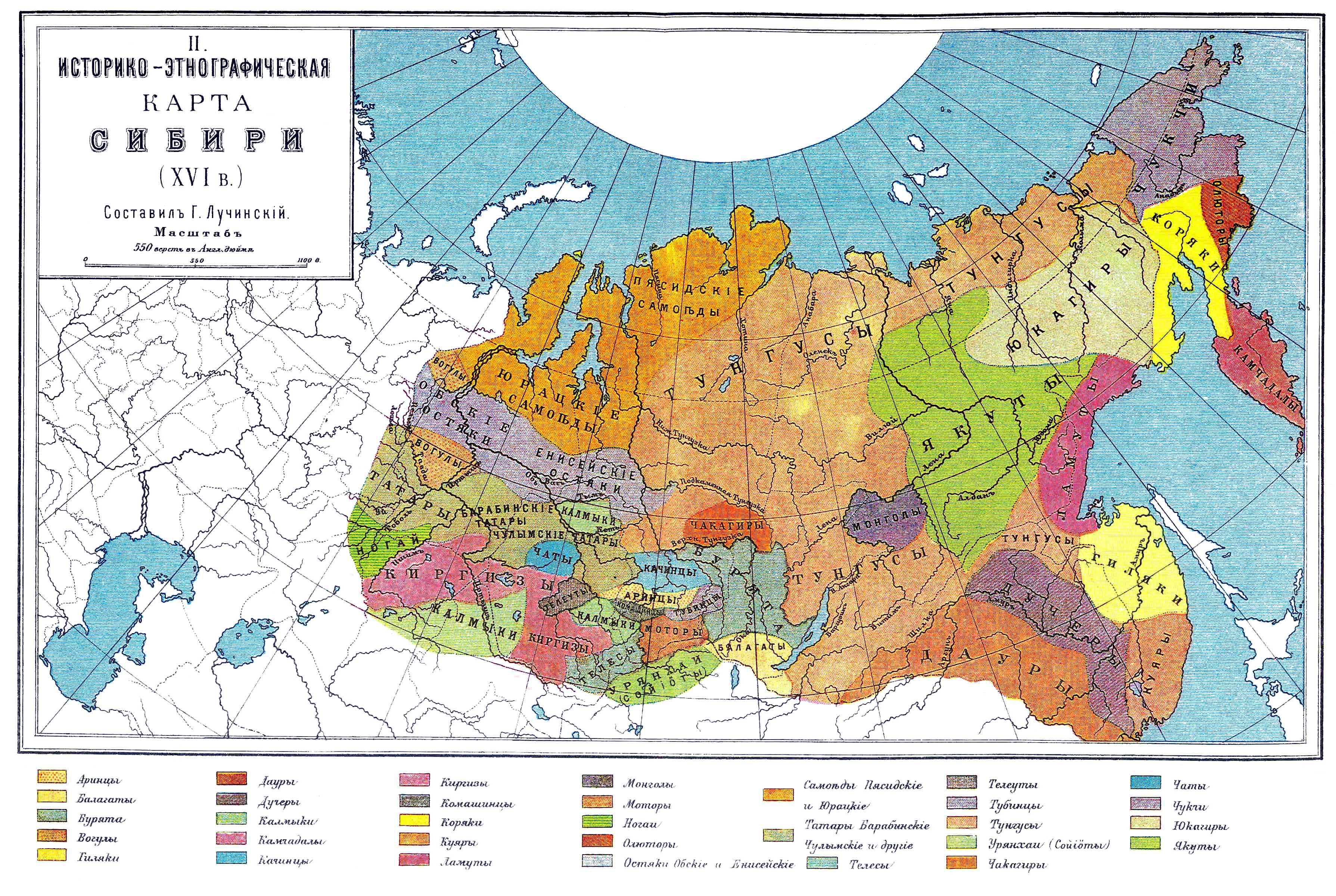
Историко-этнографическая карта Сибири (XVI в.). Изображение взято из Энциклопедического словаря Брокгауза и Ефрона

В России при переписи населения 2021 года указали свою татарскую национальность 4 713 669 человек. В период с 1989 по 2002 год численность татар возросла с 5,52 до 5,53 миллиона человек. В период с 2002 по 2010 год численность татар в России уменьшилась на 244 тысячи или на 4 %, однако доля татар в общем населении осталась на уровне 2002 года.В период с 2010 по 2020 год численность татар в России уменьшилась почти на 600 тысяч. В России территорией преимущественного расселения татар является Волго-Уральский регион, в котором проживает более 4 млн, или 80 % татар. Более всего татар проживает в Татарстане (около 38 %) и Башкортостане (19 %) всех татар, живущих в России, остальные рассредоточены по всей России. В постсоветское 20-летие в 66 субъектах Российской Федерации динамика численности татарского населения — отрицательная, а в 22 — положительная. Самый малонаселённый татарами регион России — Ингушетия, где их насчитывается всего 64 человека. Ниже представлены тридцать четыре региона России, расположенных в порядке убывания проживающего там татарского населения (2002):
| Регион                            | Общее число татар | Процент татар |
| --------------------------------- | ----------------- | ------------- |
| Татарстан                         | 2 000 116         | 52,92         |
| Башкортостан                      | 990 702           | 24,14         |
| Тюменская область                 | 242 325           | 7.42          |
| Челябинская область               | 205 087           | 5,69          |
| Ульяновская область               | 168 766           | 12,20         |
| Свердловская область              | 168 143           | 3,75          |
| Москва                            | 166 083           | 1,6           |
| Оренбургская область              | 165 967           | 7,61          |
| Пермский край                     | 136 597           | 4,84          |
| Самарская область                 | 127 931           | 3,95          |
| Удмуртия                          | 109 218           | 6,96          |
| Ханты-Мансийский автономный округ | 107 637           | 7,51          |
| Пензенская область                | 86 805            | 5,97          |
| Астраханская область              | 70 590            | 7,02          |
| Саратовская область               | 57 577            | 2,16          |
| Московская область                | 52 851            | 0,8           |
| Кемеровская область               | 51 030            | 1,76          |
| Нижегородская область             | 50 609            | 1,44          |
| Омская область                    | 47 796            | 2,3           |
| Мордовия                          | 46 261            | 5,21          |
| Красноярский край                 | 44 382            | 1,5           |
| Кировская область                 | 43 415            | 2,89          |
| Марий Эл                          | 43 377            | 5,96          |
| Чувашия                           | 36 379            | 2,77          |
| Санкт-Петербург                   | 35 553            | 0,76          |
| Волгоградская область             | 28 641            | 1,06          |
| Ямало-Ненецкий автономный округ   | 27 734            | 5,47          |
| Иркутская область                 | 26 966            | 1,1           |
| Краснодарский край                | 25 589            | 0,5           |
| Новосибирская область             | 24 158            | 0,91          |
| Ростовская область                | 13 948            | 0,33          |
| Ставропольский край               | 11 795            | 0,42          |
| Хабаровский край                  | 7 836             | 0,58          |

## Общественно-политические движения начала XX века
Пантатаризм (pantatarisme) — термин, введённый для обозначения тенденций начала XX века в культурном и политическом движении мусульманского населения Российской империи под главенством татар.
На начало XX века в Российской империи сложилась ситуация, когда было высоко влияние Османской империи на мусульманское население в стране. Вследствие этого Министерство внутренних дел выпускало специальные циркуляры, в которых предлагалось противодействовать турецкому влиянию. В 1910 году было созвано Совещание по вопросу татаро-мусульманского влияния. Предлагалось усилить православную миссионерскую деятельность в мусульманской среде, а также сделать всё для удержания мусульманских школ в конфессиональных рамках. Тем не менее, опасаясь пантатаризма, совещание давало согласие на «преподавание крещёным инородцам на родном языке». В 1911 году Совещание приняло другой курс, сокращая число родных языков, на которых возможно было начальное обучение.
В 1914 году было созвано Особое совещание по проблемам мусульман. Этим совещанием обращалось внимание на пантатаризм, который вызывал у них особые опасения. Пантатаризм делал успехи в мусульманской среде, при этом были попытки объединить русских мусульман под управлением татар. Идеологией выступала исламская религия и идея племенного единства. Также вызывало недовольство у имперских чиновников то, что на территории России происходило «отатаривание» высших учебных заведений. Особое совещание признавало свою слабость перед прогрессивными процессами в среде мусульманского населения Российской империи и невозможность противостоять им.

### Идель-Урал

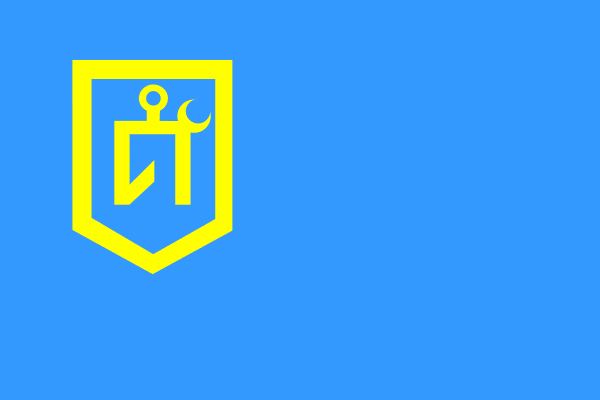
Флаг Идель-Урала (по книге Гаяза Исхаки «Идель-Урал», 1933)

Урало-Волжский штат (Штат Идель-Урал, тат. Идел-Урал штаты, İdel-Ural ştatı) — нереализованный проект национальной автономии татар и башкир. Попытка реализации привела лишь к непродолжительному (1 марта — 28 марта 1918 года) существованию так называемой «Забулачной республики», существовавшей в татарской части Казани.

## Общественно-политические движения конца XX века
На конец 80-х годов XX века приходится период активизации общественно-политических движений в Татарстане:
создание Всетатарского общественного центра (ВТОЦ), первый президент M. Мулюков, отделение партии «Иттифак» — первой некоммунистической партии в Татарстане, во главе которой встала Ф. Байрамова.
30 августа 1990 года была подписана Декларация о государственном суверенитете Татарстана, а 21 марта 1992 года был проведен Референдум о суверенитете Татарстана. При явке в 82,0 % большинство, а именно 61,39 % избирателей, поддержало провозглашение государственного суверенитета республики Татарстан. 30 ноября 1992 года вводится новая Конституция Республики Татарстан, объявляющая его суверенным государством.
Однако 19 апреля 2001 года Конституционный суд Российской Федерации признал положения о суверенитете Татарстана не соответствующими Конституции Российской Федерации.

### Булгарский национальный конгресс
Президент Булгарского национального конгресса (республика Татарстан) Гусман Халилов обращался в Европейский суд по правам человека по вопросу переименования татар в булгар, но в 2010 году проиграл в суде.